# Elvis Black Diamond
Elvis Black Diamond – dwupłytowy album koncertowy Elvisa Presleya, składający się z utworów nagranych w Las Vegas 12 grudnia 1976 (Closing Show) plus bonusy. Był to ostatni koncert Elvisa w Las Vegas. Wydany w 1998 roku.

## Lista utworów

### CD-1
1. "2001 Theme
2. "See See Rider"
3. "I Got A Woman - Amen"
4. "Love Me"
5. "My Way (+ false start)"
6. "Fairytale"
7. "You Gave Me A Mountain"
8. "Dialogue"
9. "Jailhouse Rock"
10. "Little Sister"
11. "O Sole Mio - It's Now Or Never"
12. "Tryin' To Get To You"
13. "Happy Birthday Charlie Hodge"
14. "Blue Suede Shoes"
15. "Dialogue"
16. "Blue Christmas"
17. "Softly, As I Leave You"
18. "Are You Lonesome Tonight"
19. "That's All Right"
20. "Bridge Over Troubled Water"

### CD-2
1. "Band Introductions: Early Morning Rain - What'd I Say - Johnny B. Goode - Love Letters - School Days"
2. "Hurt"
3. "Such A Night"
4. "Sweet Caroline"
5. "Can't Help Falling In Love"

## Bonusy
1. "If I Loved You"
2. "Baby What You Want Me To Do"
3. "Separate Ways"
4. "Snowbird"
5. "Little Egypt"
6. "Burning Love"
7. "For The Good Times"
8. "Wearin That Loved On Look"